# Farbauti (maan)
Farbauti is een  retrograad bewegend maantje van Saturnus die is ontdekt door Scott S. Sheppard, David Jewitt, Jan Kleyna en Brian Marsden. De maan is ongeveer 5 kilometer in doorsnede en draait om Saturnus met een baanstraal van 20.390.000 km in 1086,65 dagen.

## De naam
De maan is vernoemd naar Farbauti  een reus uit de Noordse  mythologie. Andere namen voor deze maan zijn; Saturnus XL, S/2004 S9.